# Parvibellus
Parvibellus (del latín parvus, "pequeño" y bellus, "bonito") es un género de pequeños animales que habitaron en el periodo Cámbrico. Fue descrito en 2020 por Jianni Liu, Jason A. Dunlop, Michael Steiner y Degan Shu. La única especie del género, Parvibellus atavus, se conoce a partir de un único espécimen u holotipo (ELI-EJ 048A/B) hallado en los esquistos de Maotianshan, China.

## Descripción

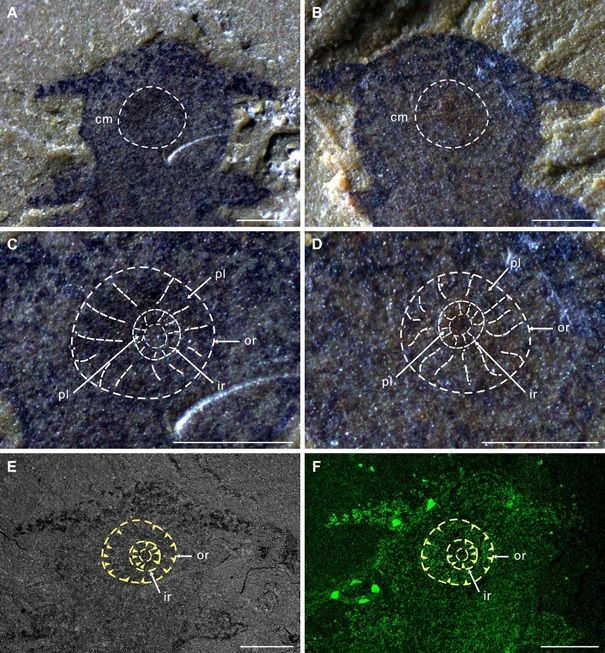
Región cefálica del fósil y su "cono oral"

Con aproximadamente 5.25 mm., P. atavus tenía características parecidas a las de los radiodontos y lobópodos branquiados. Su cuerpo estaba dividido en dos partes distintivas: la cabeza y el tronco.

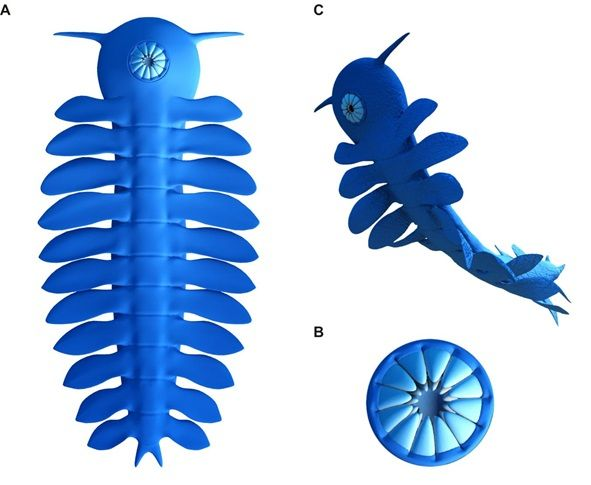
Reconstrucción del animal completo con vista ventral (A), reconstrucción del "cono oral" (B), reconstrucción artística del animal en pleno nado (C)

La cabeza era circular y medía poco más de 1 mm., contaba con un par de proyecciones laterales orientadas ligeramente hacia atrás cuya función se desconoce, no hay evidencia de que dichas proyecciones presentaran ojos a manera de pedúnculos oculares, ya que no tienen forma bulbosa, además, tampoco parecen tratarse de apéndices utilizados en la caza (como los de los radiodontos y lobópodos branquiados) ya que no poseen espinas y son demasiado pequeñas para poder haber ejercido esa función, por lo que se propone que pudieron haber servido como órganos sensoriales a manera de antenas. En el centro de la región ventral se situaba la boca, que tenía forma circular y que presentaba dos anillos con diez a doce placas dentales cada uno (pero no es seguro, porque las placas no están bien conservadas), el primer anillo estaba ubicado hacia afuera y tenía todas la placas iguales, en el segundo, que se encontraba por debajo del primero, las placas eran más pequeñas pero también eran iguales entre sí. Esta boca era muy similar al cono oral que presentan los radiodontos y algunos lobópodos, pero aparentemente, no había disposición tri o tetraradial (como en los radiodontos). No se sabe si P. atavus tenía ojos, ya que animales relacionados no los tenían (como Pambdelurion) pero otros sí (Kerygmachela y Opabinia).
El tronco era largo y recto y tenía once pares de "aletas" o "lóbulos laterales" en toda su longitud, cada una de las aletas tiene forma de subovalada a subtriangular y los pares 3 y 4 son más grandes que los demás, las subsiguientes se van volviendo más pequeñas a medida que se llega a la cola. Todas estas aletas le dan al cuerpo un contorno ampliamente ovalado. Al final del tronco, presenta un par de proyecciones cortas.
No se sabe si el espécimen encontrado era adulto o juvenil, por lo que podría tratarse de una fase juvenil en la que aún no se han desarrollado ojos en las proyecciones laterales y tampoco apéndices frontales raptoriales. Pero el hecho de que un organismo relacionado, Lyrarapax (adulto de 8.3 cm.), tuviera apéndices frontales y ojos pedunculados ya bien desarrollados en el estado larvario (18 mm.) no parece apoyar esta afirmación.

## Filogenia
En comparación a los radiodontos y lobópodos, P. atavus era muy similar, teniendo, por ejemplo, una "boca" muy parecida a la de los radiodontos pero que (como se señaló antes) no era tri o tetraradial como en estos últimos, siendo más bien más parecida a la de Pambdelurion, un lobópodo branquiado. Sus lóbulos laterales también son parecidos a los de radiodontos y lobópodos branquiados, y aunque presentan también diferencias, como la morfología y la separación entre estos, su número es similar, con once pares en P. atavus y el mismo número en Pambdelurion, Kerymachela, y algunos radiodontos que se conocen con cuerpo completo. Sus apéndices cefálicos también podrían ser homólogos a los de radiodontos y lobópodos branquiados pero son demasiado pequeños y simples para poder haber desempeñado una función similar (a menos que se trate de un espécimen juvenil). Por último, su tamaño es muy inferior al de los dos grupos mencionados anteriormente (una media de 18 cm. para los lobópodos branquiados y radiodontos con tamaños de 20 cm. a más de 2 m.).
Se ha propuesto clasificarlo como grupo hermano de radiodontos y lobópodos branquiados (A), presentados como animales que habrían adquirido lóbulos laterales y desarrollado un estilo de vida más orientado a la natación como método de locomoción. Los radiodontos y lobópodos branquiados podrían además caracterizarse por su mayor tamaño y estilo de vida depredador al haber adquirido grandes extremidades raptoriales, diferenciándose de P. atavus al tener este último unos apéndices y tamaño mucho menores. El problema de esta hipótesis es la aparente ausencia de lobópodos (patas) en P. atavus, que o bien no se conservaron durante la fosilización o hubo dos pérdidas y/o transformaciones independientes en el animal. Situar a P. atavus más arriba en el árbol filogenético, p. ej., como grupo hermano de Radiodonta (B), podría concluir con la pérdida de las extremidades lobópodas en la especie pero requeriría una inversión al perder el tamaño y utilidad de los apéndices raptoriales. Así, a pesar de su gran parecido con otros animales similares, la posición filogenética de P. atavus no puede resolverse inequívocamente hasta que se hagan otros descubrimientos que ayuden a comprender su posición.